# The Sims 3: World Adventures
The Sims 3: World Adventures — перше доповнення третьої лінійки симулятора життя The Sims. Дане доповнення надає віртуальним людям (сімам) можливість відвідати реальні місця планети, країни: Єгипет, Китай та Францію. Анонсована відеогра 3 серпня 2009 року, дата виходу — 17 листопада 2009 року.
У доповнення входять нові елементи декору приміщень, меблі, текстури на відповідну тематику, одяг та зачіски, а також нові види рослин та риб. Головною ознакою цього expansion pack'a стала поява завдань для персонажів, що наблизило гру до жарну квесту.

## Ігровий процес

### Нові міста
Усього у грі представлено три нових ігрових містечка: Аль-Сімара (Єгипет), Шанг-Сімла (Китай) та Шам Ле Сім (Франція). Кожне з них унікальне за своїм ландшафтом, архітектурою, населенням, підземеллями і навіть кухнею.

#### Віза
Тривалість перебування у будь-якому з міст характеризується показником рівня візи. У звичайних сімів рівень візи коливається від 3 до 12 днів (3—5—8—10—12), однак якщо ж сім придбав нагороду «Досвідчений турист» за бали щастя, то його перебування за кордоном збільшується (відповідно 6—8—11—13—15). Віза рівнем у 3 дні надається сімам, які вирушають у подорож вперше, згодом, виконуючи завдання у жителів міста та досліджуючи підземелля, із набуттям досвіду, можливий рівень візи сіма поступово збільшується.

#### Аль-Сімара
Аль-Сімара — місто сповнене пригод та таємниць, у ньому найяскравіше серед трьох доступних ігрових містечок проявлений пригодницький аспект. У Аль-Сімарі можна побачити такі визначні місця як піраміди, Сфінкс, долина Нілу, гора Абу-Сімбел, храм цариці Хатшепсут..
Страви, які можна скуштувати і навчитися готувати в Аль-Сімарі — шаурма та фалафель.
Базовий табір має вигляд наметового містечка. У таборі знаходиться дошка з об'явами про нові можливі пригоди (коли такі з'являються дошка починає сяяти).
Також з'явилися специфічні види риб та комах, характерні лише даній території (скарабей, крокодил, риба-мумія, бамбуковий метелик тощо).
Аль-Сімара готує для шукачів пригод безліч артефактів, зібрані у спеціальні колекції (наприклад, «Єгипетська гробниця»). Серед знахідок у цьому місті можна побачити бюсти Тутанхамона, статуетки Анубіса, древні тарілки з різних матеріалів, також можна відносити саркофаг чи водяний колодязь з великої кількості їх частин, де згодом також можна знайти багато цікавих речей, чи розмістити їх на ділянці як декорації.
Архітектура та населення Аль-Сімари відповідають арабській тематиці: будівлі кам'яні, дахи-півсфери, одяг у характерних кольорах з відповідними текстурами, сіми смугляві, темноволосі тощо.
Якщо познайомитися із жителями міста ближче можна запросити їх в гості до себе у місто, такі знайомства не минають просто так, у населення можна почути цікаві плітки, виконувати для них завдання, купувати літературу про Єгипет та його культуру. У продавців на ринку можна навіть купити деякі цінності та артефакти, а звичайні жителі міста з радістю навчать сіма традиційним пісням (у кожній країні їх дві: звичайна («Гаряче сонце пустелі») та романтична ("Де ти моя мумія?))
У режимі покупки та редакторі стилю можна знайти багато тематичних речей, декорацій, рослин, текстур тощо.

#### Шанг-Сімла
Шанг-Сімла — спокійне містечко, що розкинулось у гірській впадині Китаю, було засноване мандрівними монахами. Тут досі зберігають древні традиції самодисципліни та духовного просвітлення. Центр міста оточений ровом, над якими здіймаються кам'яні стіни, вхід сюди можливий лише через мальовничі мости.
У підніжжя гори знаходиться дивна печера, вхід до якої витесаний у вигляді голови дракона.
У ігровому Китаї можна побачити протопити реальних історичних пам'яток, таких як Великий китайський мур, статуї Теракотової армії, Храм Неба тощо.
Базовий табір в Шанг-Сімлі має вигляд замку в китайському стилі з дахами-пагодами, також тут знаходиться дошка з об'явами і всі необхідні для життя сімів умови (кухня, ванна, бібліотека і т.ін.).
Найпоширеніші знахідки в Китаї — вази із різних матеріалів та оригінальним розписом, древні статуетки, статуї, тарілки тощо. Для Шанг-Сімли також характерні різні види рослин (вишня) і тварин (риба-дракон, карп).
У купців Шанг-Сімли можна придбати феєрверки, які можна запустити у будь-якому місті. В Саду Мудреця можна навчитися мистецтву медитації, оволодівши яким сім буде здатен миттєво переміщатися в різні місця. Відвідавши Академію бойових мистецтв в Забороненому місті можна потренуватися в сім-фу, особливо це буде цікаво дисциплінованим сімам.
До розмаїття страв в грі додались китайські: яєчний рулет, страва обсмажена stir-fry та печиво з віщуваннями. У жителів містечка можна вивчити дві традиційні шанг-сімлійські пісні («Любов Ксін Ло» та «Пінг і його пішаки»), у продавців — купити цікаві сувеніри на згадку про Китай.

#### Шам Ле Сім
Шам Ле Сім — середньовічне місто із давніми традиціями і всім необхідним для красивого та вишуканого життя. Місто поділене на дві частини річкою, через яку прокладений мальовничий міст, з котрого відкривається прекрасний вид на річку та Париж. Шам Ле Сім розташоване у зеленій долині, тут пролягає залізничний шлях, а під містом знаходиться низка катакомб.
Вулички сповнені виконаних у характерному стилі магазинчиків, лавок, кафетеріїв. Будинки також архітектурно схожі, і відтворюють атмосферу Французької провінції. Однак, і в цьому, здавалось би, спокійному місці знаходиться безліч пригод, схованих у таємничих катакомбах.
У Шам Ле Сім можна побачити безліч цікавих для дослідження місць (як от покинутий завод з виготовлення нектару чи руїни на острові посеред річки). Тут також знаходиться музей, у якому представлені артефакти з усього світу.
Жителі Шам Ле Сім з задоволенням навчать вашого сіма традиційним пісням, а також мистецтву виготовлення нектару. У цьому місті ростуть вісім нових сортів винограду. До списку тварин додались французькі жаби та равлики, яких можна забрати додому як домашніх тварин, мешканців акваріума чи випустити їх у штучне озеро.
У магазинах Шам Ле Сім можна придбати нові рецепти та просто цікаві книги про історію та культуру міста, його відомих жителів тощо. Також тут можна скуштувати на навчитися готувати страви для справжніх гурманів: млинці, жаб'ячі лапки, сирну тарілку та буябес.
Серед пам'яток, які можна побачити у Франції : Ейфелева вежа та Тріумфальна арка, однак побачити їх можна не безпосередньо, а як декорації міста на його окраїні.
Базовий табір, що знаходиться на території Шам Ле Сім має вигляд маєтку із видом на красивий сад, тут знаходиться й дошка із завданнями для шукачів пригод.

### Create-A-Sim
У редакторі сімів з'явилось багато нововведень. Тепер тут можна знайти традиційний одяг у стилі жителів країн, які можна відвідати, головні убори (наприклад, берети, китайські шапки, хустки тощо).
Додалися також нові зачіски, нові види макіяжу, нові текстури для одягу у національних стилях Аль-Сімари, Шам Ле Сім та Шанг-Сімли, а також нові аксесуари (намиста, браслети тощо).
НОВИНКИ CAS 
(дані у кількості нових матеріалів, стать жіноча/чоловіча):
|                 | Немовля (ж/ч) | Дитина (ж/ч) | Підліток (ж/ч) | Молодий (ж/ч) | Дорослий (ж/ч) | Старий (ж/ч) |
| --------------- | ------------- | ------------ | -------------- | ------------- | -------------- | ------------ |
| Зачіски         | 1/1           | 5/2          | 8/14           | 18/14         | 18/14          | 14/11        |
| Макіяж          | 0/0           | 0/0          | 6/6            | 6/6           | 6/6            | 6/6          |
| Волосся обличчя | 0             | 0            | 0              | 2             | 2              | 0            |
| Одяг            | 1/1           | 6/6          | 6/6            | 20/17         | 20/17          | 6/7          |
| Аксесуари       | 0/0           | 3/0          | 3/0            | 3/0           | 3/0            | 3/0          |
| Взуття          | 0/0           | 0/1          | 0/1            | 2/3           | 2/3            | 0/1          |

Окрім цього багато змін відбулося у виборі смаків та рис характеру. Так з'явилися 3 нові риси:
Шукач пригод: сіми, що мають таку рису характеру обожнюють пригоди і отримують мудлет кожен раз, коли вирушають подорожувати чи досліджують гробниці. Рівень їхньої візи підіймається набагато швидше і легше, ніж у звичайних сімів. Після пригод вони не втомлюються і повертаються додому без заборонного мудлету на 3 дні.
Любитель дисципліни: сіми, що володіють цією рисою характеру — майстри бойових мистецтв. Вони опановують навичку бою швидше від інших, рідше потерпають від невдач, частіше перемагають в боях, успішніші в розбиванні дощок.
Око фотографа: сіми з цією рисою — неперевершені фотографи. Вони швидше вивчають навичку фотографії, їхні фотографії коштують дорожче, також їм характерна велика кількість унікальних взаємодій з іншими персонажами.
До списку улюблених страв додалися національні єгипетські, китайські та французькі, улюбленими стилями музики також можна обрати специфічні національні.

### Режим купівлі
У режимі купівлі з'явилось багато нових об'єктів, які можна використати для дизайну приміщень у специфічних, представлених в грі, стилів. Багато предметів відображують пригодницький характер гри (експозиція реставрації древньої вази, кам'яні столи, стільці, музейні вітрини, факели тощо). Однак більшість же предметів виконані у стилях Єгипту, Франції та Китаю. Переважно створені цілими комплектами (стіл, стілець, крісло, ліжко, тумба, картини, гардероб, квіти в горщиках з цих країн, засоби освітлення та ін.).
У той же час більшість об'єктів, якими також можна декорувати будинки можна знайти чи придбати подорожуючи. У купців Аль-Сімари, Шанг-Сімли та Шам Ле Сіму можна придбати маленькі коштовності, книги, рецепти з цих країн, різні необхідні для подорожі предмети, навіть, моторолер, з яким значно спрощується переміщення по містам, а також різноманітні сувеніри на згадку про поїздку.
Проходячи підземелля, в нагороду можна знайти також багато цінних речей та артефактів: порцелянові вази, китайські скульптури, канопи, бюсти фараонів, пляшки нектарів, нові види насіння, дорогоцінне каміння, цінні метали, артефакти (такі як легендарна сокира Панґу) тощо.
Важливими предметами, які також можна придбати у купців є намет, мобільний душ та консерви. Намети бувають двох видів (звичайні та багатокамерні). Консерви також диференціюються: по якості.
Погані консерви будуть не приємні сіму на смак і погано задовольнятимуть потребу «Голод», тоді як найкращі консерви втамовують голод дуже добре.
Помітним нововведенням стала поява нового розділу в режимі купівлі: «Меню відладки». У ньому можна знайти безліч елементів для побудови гробниці: пускові елементи, плити, пересувні статуї, важелі, потаємні двері, таємничі отвори в стінах та на підлозі, пастки (електрична, вогняна, парова), колодязі. У цьому меню також знаходяться різноманітні предмети для облаштування підземель і розміщення винагород, артефактів тощо (скрині, саркофаги та ін.). Тут також можна знайти генератори різних комах, жуків, риби, насіння, погодних умов; рослини, які можна саджати, та багато інших предметів, як із World Adventure, так і з оригніальної гри.

### Режим будівництва
У режимі будівництва також багато нововведень: нові шпалери, типи покрівлі для підлоги, нові типи покрівлі даху, паркани, велика кількість рослин (пальми Аль-Сімари, кориця, білий бузок, китайський ясен, оливкове дерево та багато інших). Однак одним із найпомітніших нововведень є інструмент будівництва підвалу.

### Мумії
Не зраджуючи давній традиції The Sims у новій грі також з'являється нова істота — мумія.
Вона живе довше від звичайного сіма, надзвичайно сильна, однак переміщується з меншою швидкість, вразлива до вогню, їсть спеціальну їжу для мумій.
Мумії живуть у гробницях, там вони чекають на пересічного шукача пригод, з яким вступають у бій. У разі поразки сіма мумія накладає прокляття, котре діє протягом 14 днів, і якщо його не вилікувати — сім помирає (для того, щоб вилікувати сіма від прокляття необхідно пройти гробницю Сфінкса). Якщо ж переможе сім — мімія розсиплеться в прах.
Для того, щоб стати мумією треба провести кілька ночей у Проклятому саркофазі королей. Після смерті сім-мумія стає мімією-привидом (у фотографії це називається «Двічі мертвець»).

## Навички
У меню навичок також багато нововведень. З'явилось дві нових навички, і відбулися зміни у старих.

### Фотографія
Фотографія -

## Рідкості
З появою expansion pack'a, відправляючи сіма у пригоду, можна буде збирати особливі предмети — рідкості. Вони бувають звичайними та колекційними. Рідкості омжна знайти в гробницях, займаючись археологічними дослідженнями (розкопками) або купити на ринку. Усього існує 9 колекцій рідкостей: канопи — 5 шт. (Єгипет), китайські вази — 9 шт. (Китай), золоті фігурки — 4 шт. (Єгипет), небезпечні істоти (монстри із місцевих легенд) — 4 шт., древні камені — 6 шт., знаки зодіака — фігрки з китайського гороскопу, а також Єгипетська, Французька та Китайська гробниці — статуї, які символізують різні гробниці (наприклад, бюст фараона).